# Daïra d'El Malah
La daïra d'El Malah est une circonscription administrative algérienne située dans la wilaya d'Aïn Témouchent et la région d'Oranie. Son chef-lieu est situé sur la commune éponyme d'El Malah.

## Communes
La daïra regroupe les quatre communes d'El Malah, Terga, Chaabat El Leham et Ouled Kihal.